# Duncan McNaughton
Duncan Anderson McNaughton, född 7 december 1910 i Cornwall i Ontario, död 15 januari 1998 i Austin i Texas, var en kanadensisk friidrottare som tävlade i höjdhopp. 
McNaughton blev olympisk mästare när han vann höjdtävlingen vid sommar-OS 1932 i Los Angeles med ett hopp på 1,97. Två blev amerikanen Robert van Osdel och trea Simeon Toribio från Filippinerna, alla med samma höjd.  
McNaughton och van Odsel var för övrigt goda vänner sedan studietiden vid University of Southern California (USC). Exempel på detta är att van Odsel hjälpte MacNaughton med goda råd under höjdfinalen i Los Angeles och att han tillverkade en förgylld replik av sin egen silvermedalj, då McNaugtons guldmedalj blev stulen 1933.
I det civila var McNaughton geolog, med petroleumgeologi som specialfält. Han verkade som professor vid USC och var starkt bidragande till oljeexploateringen i Amadeusdepressionen och Palm Valley i Australien.